# كينيث لاو
كينيث لاو (بالصينية: 劉業強) هو قاضي صلح ‏ وسياسي صيني، ولد في 1966 في هونغ كونغ في الصين. حزبياً، نشط في Business and Professionals Alliance for Hong Kong ‏. وقد انتخب عضو في اللجنة الوطنية لجمهورية الصين الشعبية خلال فترته النيابية ‏.